# HK Spartak Moskva
HK Spartak Moskva (rusky ХК Спартак Москва) je profesionální ruský hokejový tým. Byl založen v roce 1946.

## Přehled účasti v KHL
| Rusko                       |        |                                                             |                    |
| Sezóny                      | Soutěž | Play off                                                    | Kapitán            |
| 2008/2009                   | KHL    | Čtvrtfinále (prohra 0:3 na zápasy s Lokomotiv Jaroslavl)    | Maxim Rybin        |
| 2009/2010                   | KHL    | Čtvrtfinále (prohra 2:4 na zápasy s Lokomotiv Jaroslavl)    | Dmitrij Upper      |
| 2010/2011                   | KHL    | Osmifinále (prohra 0:4 na zápasy s SKA Petrohrad)           | Branko Radivojevič |
| 2011/2012                   | KHL    | Ne                                                          | Oleg Piganovič     |
| 2012/2013                   | KHL    | Ne                                                          | Branko Radivojevič |
| 2013/2014                   | KHL    | Ne                                                          | Denis Bodrov       |
| 2014/2015                   | KHL    | přerušili své působení v soutěži                            |                    |
| 2015/2016                   | KHL    | Ne                                                          | Maxim Potapov      |
| 2016/2017                   | KHL    | Ne                                                          | Maxim Potapov      |
| 2017/2018                   | KHL    | Osmifinále (prohra 0:4 na zápasy s CSKA Moskva)             | Maxim Potapov      |
| 2018/2019                   | KHL    | Osmifinále (prohra 2:4 na zápasy s SKA Petrohrad)           | Dmitrij Kalinin    |
| 2019/2020                   | KHL    | Osmifinále (prohra 2:4 na zápasy s HK Dynamo Moskva)        | Anatolij Nikoncev  |
| 2020/2021                   | KHL    | Osmifinále (prohra 0:4 na zápasy s CSKA Moskva)             | Anatolij Nikoncev  |
| 2021/2022                   | KHL    | Čtvrtfinále (prohra 1:4 na zápasy s SKA Petrohrad)          | Sergej Širokov     |
| 2022/2023                   | KHL    | Ne                                                          | Dmitrij Višněvskij |
| 2023/2024                   | KHL    | Čtvrtfinále (prohra 2:4 na zápasy s Metallurg Magnitogorsk) | Dmitrij Višněvskij |
| 2024/2025                   | KHL    | Čtvrtfinále (prohra 3:4 na zápasy s Salavat Julajev Ufa)    | Andrej Mironov     |
| Zdroj na Eliteprospects.com |        |                                                             |                    |

## Češi a Slováci v týmu
| Ročník                                                                   | Hráči ČR                                        | Hráči SR                                                                                    | Link    |
| ------------------------------------------------------------------------ | ----------------------------------------------- | ------------------------------------------------------------------------------------------- | ------- |
| 2001/2002                                                                | nikdo                                           | nikdo                                                                                       |         |
| 2002/2003                                                                | nikdo                                           | nikdo                                                                                       |         |
| 2003/2004                                                                | nikdo                                           | nikdo                                                                                       |         |
| 2004/2005                                                                | Tomáš Žižka, Martin Štrba                       | nikdo                                                                                       |         |
| 2005/2006                                                                | nikdo                                           | nikdo                                                                                       |         |
| 2006/2007                                                                | nikdo                                           | nikdo                                                                                       |         |
| 2007/2008                                                                | nikdo                                           | nikdo                                                                                       |         |
| 2008/2009                                                                | Martin Prusek, Ondřej Fiala, Miloš Říha(trenér) | Ivan Baranka, Branko Radivojevič, Štefan Ružička                                            |         |
| 2009/2010                                                                | nikdo                                           | Ivan Baranka, Jaroslav Obšut, Martin Cibák, Branko Radivojevič, Štefan Ružička              |         |
| 2010/2011                                                                | Dominik Hašek                                   | Jaroslav Obšut, Juraj Mikúš, Štefan Ružička, Branko Radivojevič, Ivan Baranka, Martin Cibák |         |
| 2011/2012                                                                | nikdo                                           | Ivan Baranka, Jozef Stümpel, Marcel Hossa, Štefan Ružička                                   |         |
| 2012/2013                                                                | Jakub Nakládal                                  | Ján Lašák, Štefan Ružička, Branko Radivojevič, Jaroslav Obšut                               |         |
| 2013/2014                                                                | nikdo                                           | Rastislav Špirko                                                                            |         |
| 2014/2015                                                                | nehráli                                         | nehráli                                                                                     | nehráli |
| 2015/2016                                                                | Lukáš Radil                                     | nikdo                                                                                       |         |
| 2016/2017                                                                | Lukáš Radil                                     | nikdo                                                                                       |         |
| 2017/2018                                                                | Lukáš Radil                                     | nikdo                                                                                       |         |
| 2018/2019                                                                | Robin Hanzl                                     | Július Hudáček                                                                              |         |
| 2019/2020                                                                | Robin Hanzl                                     | Július Hudáček                                                                              |         |
| 2020/2021                                                                | Lukáš Radil, Robin Hanzl                        | Július Hudáček, Martin Bakoš                                                                |         |
| 2021/2022                                                                | Jakub Jeřábek                                   | nikdo                                                                                       |         |
| 2022/2023                                                                | nikdo                                           | Patrik Rybár                                                                                |         |
| 2023/2024                                                                | nikdo                                           | Patrik Rybár, Michal Čajkovský                                                              |         |
| 2024/2025                                                                | nikdo                                           | Michal Čajkovský, Adam Ružička                                                              |         |
| 2025/2026                                                                | nikdo                                           | Michal Čajkovský                                                                            |         |
| Češi - Zdroj na Eliteprospects.com Slováci - Zdroj na Eliteprospects.com |                                                 |                                                                                             |         |

## Úspěchy

### Týmové
- Mistr SSSR - 4× (1962, 1967, 1969, 1976)
- Vicemistr SSSR - 11× (1948, 1965, 1966, 1968, 1970, 1973, 1981–1984, 1991)
- Bronzový medailista z MSSSR - 9× (1947, 1963, 1964, 1972, 1975, 1979, 1980, 1986, 1992)
- Vítěz poháru SSSR - 2× (1970, 1971)
- Finalista poháru SSSR - 2× (1967, 1977)
- Finalista evropského poháru - 2× (1970, 1977)
- Vítěz Spengler Cupu - 5× (1980, 1981, 1985, 1989, 1990)
- 2. místo na Spengler Cupu - 1× (1982)
- 3. místo na Spengler Cupu - 1× (1978)
- Vítěz Spartak Cupu - 1× (2007)
- Finalista Spartak Cupu - 2× (2002, 2005)

### Hráčské
- Nejlepší střelec sezony 1966-67 - Vjačeslav Staršinov (47 gólů)
- Nejlepší střelec sezony 1967-68 - Vjačeslav Staršinov (46 gólů)
- Nejlepší střelec sezony 1968-69 - Alexandr Jakušev (50 gólů)
- Nejlepší střelec sezony 1991-92 - Nikolaj Borševskij (25 gólů)
- Nejlepší střelec sezony 1992-93 - Alexej Tkačuk (28 gólů)
- Nejlepší střelec sezony 1997-98 - Vitalij Prochorov (22 gólů)
- Nejproduktivnější hráč sezony 1975-76 - Viktor Šalimov 53 bodů (28+25)
- Nejproduktivnější hráč sezony 1992-93 - Alexej Tkačuk 49 bodů (28+21)
- Nejproduktivnější hráč sezony 1996-97 - Nikolaj Borševskij 44 bodů (15+29)
- Nejlepší hokejista sezony 1991-92 - Nikolaj Borševskij

## Ledová aréna

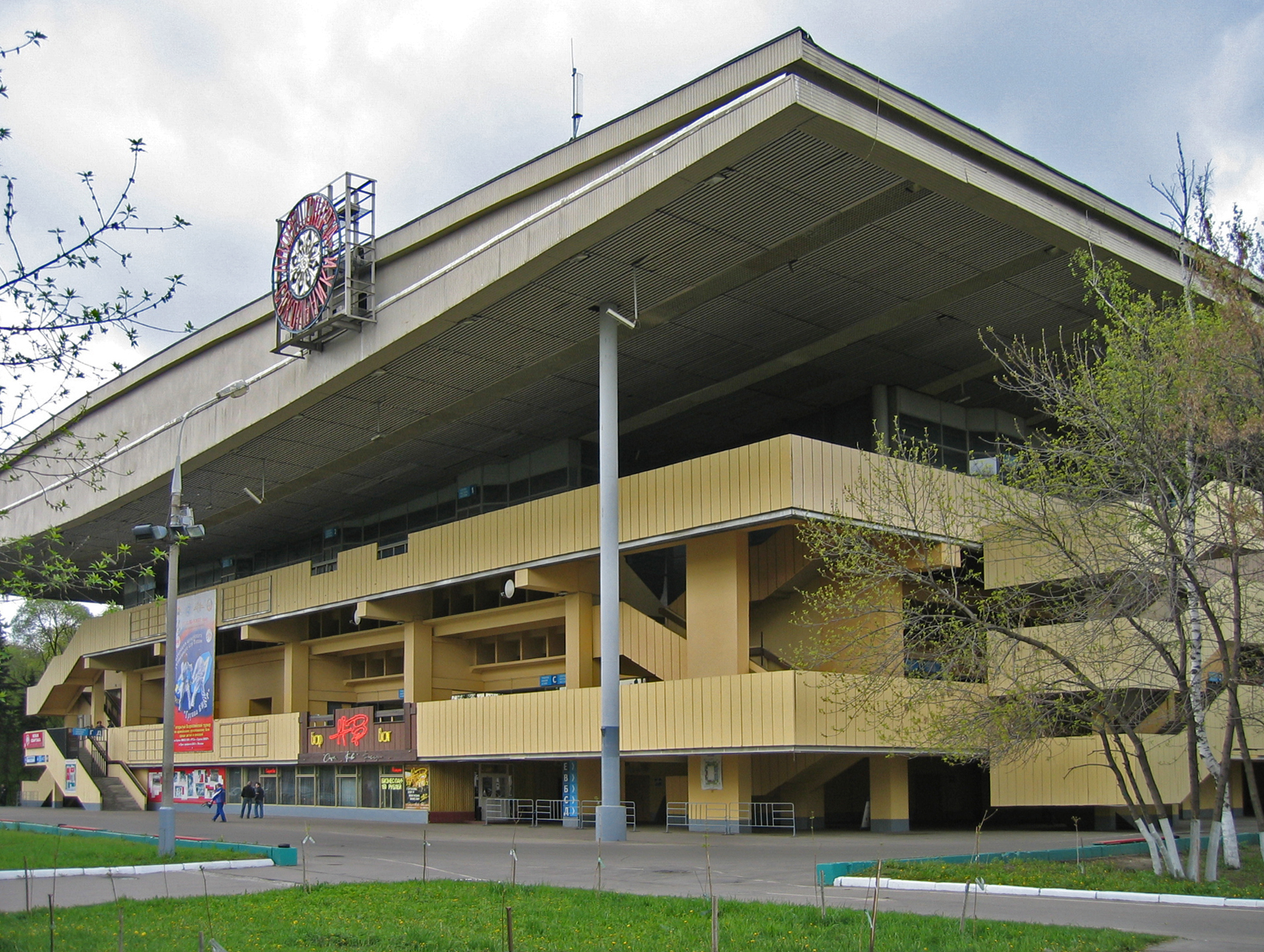
Aréna Sokolniki

Aréna Sokolniki neboli Ledovyj Dvorec Sokolniki se nachází v Moskvě, v ulici Sokolniki. Aréna má kapacitu pro 5 500 lidí.
Její provoz byl oficiálně zahájen 14. dubna 1956. Rozvrh ledu byl nastaven tak, že jeden večer patřil veřejnému bruslení, následující den pak dostali prostor hokejisté a krasobruslaři.
Aréna Sokolniki také byla vybrána pro pořádání Olympijských her. V roce 1975 se rozhodlo, že bude aréna pro tuto příležitost zrekonstruována. S rekonstrukcí se však začalo až v roce 1978 a dokončena byla o dva roky později.
Postupem času však vedle arény vyrostly dva tenisové kurty a sportoviště pro minifotbal a házenou.

## Slavní hráči minulosti

### Olympijští vítězové
Jevgenij Majorov - 1964

Vjačeslav Staršinov - 1964, 1968

Boris Majorov - 1964, 1968

Viktor Zinger - 1968

Viktor Blinov - 1968

Jevgenij Zimin - 1968, 1972

Alexandr Jakušev - 1972, 1976

Vladimir Šadrin - 1972, 1976

Jurij Ljapkin - 1976

Viktor Šalimov - 1976

Alexandr Koževnikov - 1984

Sergej Šepelev - 1984

Viktor Ťumeněv - 1984

Nikolaj Borševskij - 1992

Igor Boldin - 1992

Viktor Prochorov - 1992

### Mistři světa a Evropy
Jevgenij Majorov - 1963, 1964

Vjačeslav Staršinov - 1963, 1964, 1965, 1966, 1967, 1968, 1969, 1970

Boris Majorov - 1963, 1964, 1965, 1966, 1967, 1968

Viktor Zinger - 1965, 1966, 1967, 1968, 1969

Viktor Blinov - 1968

Jevgenij Zimin - 1968, 1969

Alexandr Jakušev - 1967, 1969, 1970, 1973, 1974, 1975, 1979

Vladimir Šadrin - 1970, 1973, 1974, 1975

Jurij Ljapkin - 1973, 1974, 1975

Viktor Šalimov - 1975, 1981, 1982

Sergej Kapustin - 1981, 1982, 1983

Alexandr Koževnikov - 1982

Sergej Šepelev - 1981, 1982, 1983

Viktor Ťumeněv - 1982, 1986

Viktor Jaroslavcev - 1967

Alexandr Martyňuk - 1973

Viktor Krivolapov - 1975

Sergej Agejkin - 1986

Jevgenij Paladěv - 1969, 1970, 1973

### Soupiska mistrů SSSR 1962
Anatolij Platov - Valerij Kuzmin, Alexej Makarov, Vladimir Ispolnov, Anatolij Ryžov, Jevgenij Kobzev - Vjačeslav Staršinov, Boris Majorov, Jevgenij Majorov, Valerij Fjomenko, Igor Kutakov, Alexandr Kuzněcov, Rauf Bulatov, Valerij Jaroslavcev, Jurij Gluchov, Vladimir Prokofjev, Viktor Litvinov, Boris Kurennoj. Trenér - Alexandr Nikiforovič Novokreščenov.

### Soupiska mistrů SSSR 1967
Viktor Zinger, Alexandr Prochorov - Viktor Blinov, Dmitrij Kitajev, Valerij Kuzmin, Igor Lapin, Alexej Makarov, Jevgenij Kobzev, Vladimir Migunko, Anatolij Sjemenov - Jurij Borisov, Jevgenij Zimin, Boris Majorov, Jevgenij Majorov, Alexandr Martyňuk, Anatolij Sevidov, Vjačeslav Staršinov, Valerij Fomenko, Vladimir Šadrin, Alexandr Jakušev, Viktor Jaroslavcev. Trenéři: Vselovod Michajlovič Bobrov, Jurij Ivanovič Gluchov.

### Soupiska mistrů SSSR 1969
Viktor Zinger, Alexandr Gysin - Dmitrij Kitajev, Valerij Kuzmin, Igor Lapin, Jevgenij Paladěv, Alexej Makarov, Vladimir Merinov, Vladimir Migunko - Boris Majorov, Vjačeslav Staršinov, Jevgenij Zimin, Alexandr Jakušev, Vladimir Šadrin, Alexandr Martyňuk, Anatolij Sevidov, Gennadij Krylov, Valerij Fomenko, Jurij Borisov, Viktor Jaroslavcev, Konstantin Klimov. Trenéři: Nikolaj Ivanovič Karpov, Viktor Grigorjevič Šuvalov.

### Soupiska mistrů SSSR 1976
Viktor Zinger, Viktor Krivolapov, Jurij Novikov - Jurij Ljapkin, Sergej Korotkov, Valentin Markov, Vladimir Kučerenko, Fjodor Kanarejkin, Vasilij Spiridonov - Viktor Šalimov, Vladimir Šadrin, Alexandr Jakušev, Alexandr Martyňuk, Gennadij Krylov, Valentin Gurejev, Alexej Kostylev, Arkadij Rudakov, Alexandr Barinov, Viktor Pačkalin, Valerij Bragin, Vladimir Trunov. Trenéři: Nikolaj Ivanovič Karpov, Valerij Fomenko.